# La morte non è cosa per ragazzine
(Signor Dogger a Flavia)
La morte non è cosa da ragazzine è un romanzo giallo scritto da Alan Bradley.
Fu pubblicato in Gran Bretagna nel 2009; in Italia è stato pubblicato nel 2011. Con questo romanzo lo scrittore canadese Alan Bradley segna il ritorno della piccola Flavia De Luce, ancora alle prese con i più fitti misteri che abbiano mai annebbiato le lande della cittadina di Bishop's Lacey nella metà del ventesimo secolo. 

## Trama
Dopo aver riscontrato alcuni problemi col suo furgone che sembra non volerne sapere di ripartire, il più grande burattinaio inglese, il signor Rupert Porson, si ritrova costretto a doversi accampare a Bishop's Lacey con la sua compagna di viaggi Nialla.
In quanto Bishop's Lacey non ha mai avuto modo di ospitare una simile celebrità, il vicario della chiesa di St. Tancred's offre loro la possibilità di pernottare in casa di alcuni suoi conoscenti: In cambio, vuole che il grande uomo di spettacolo si esibisca in uno show nella sala parrocchiale, così da offrire ai suoi concittadini l'opportunità di uno svago. 
Arriva il giorno dell'esibizione e l'intera cittadina è riunita per assistere allo spettacolo: La storia messa in scena è quella di Jack e il fagiolo magico. La performance è tra le migliori che abbiano mai potuto deliziare gli occhi dei suoi spettatori … ma alla fine del racconto, quando Jack abbatte con l'accetta la pianta del fagiolo magico, non è il gigante Galligantus a cadere da essa … ma il corpo del povero Rupert Porson, in preda ad una straziante agonia. 
Tutto sembra ricondurre ad un tragico incidente avvenuto nel backstage, ma Flavia non ne è poi così tanto sicura … Perché qualcuno avrebbe voluto la morte dell'uomo? Chi l'avrebbe voluta? Come avrebbe fatto l'assassino a perpetrare il delitto se il pover'uomo era l'unico presente dietro le quinte e tutta la città era intenta nell‘assistere allo spettacolo? A seguito di un'attentissima indagine la piccola Flavia, forte di un'acutezza d'ingegno difficilmente riscontrabile in un'undicenne, riuscirà a smascherare uno tra i più geniali killer che la letteratura possa mai ricordare…

### Personaggi
- Flavia Sabina De Luce, l'ultima arrivata della famiglia di nobili origini dei De Luce, vive assieme al padre, il colonnello De Luce, alle sue due sorelle, Daphne e Ophelia De Luce, e al factotum del padre, il fido signor Dogger, nella tenuta di Buckshaw. Un prodigio undicenne, è la protagonista della serie. Ha una grande passione per la chimica grazie alla quale riesce a pervenire alle più impensabili conclusioni, che la conducono poi alla fine alla risoluzione del caso. Come unico mezzo di trasporto dispone della sua bicicletta Gladys.

- Colonnello Haviland De Luce, padre di Flavia, il colonnello De Luce è un uomo rigido ed austero. Prese parte nella seconda guerra mondiale alle operazioni militari che coinvolsero la gran Bretagna, durante le quali fece conoscenza di colui che diverrà in futuro il suo fido factotum Dogger. Grande appassionato di filatelia, aveva una moglie di nome Harriet, che muore però in un incidente un anno dopo la nascita della piccola Flavia.

- Ophelia e Daphne De Luce, sorelle più grandi di Flavia, si mostrano sempre sprezzanti nei suoi confronti. Una ha la passione per la lettura, l'altra passa intere giornate col suo beauty-case ma è anche una brava pianista. Ophelia è corteggiata da Ned Cropper, il garzone della taverna de I Tredici Draghi, che in questo libro le manda dei cioccolatini in regalo.

- Dogger, il fido tuttofare della tenuta di Buckshaw, ha un rapporto speciale sia con Flavia che con suo padre. Mentalmente un po' instabile (Frequenti i suoi attacchi che lo portano a periodi di perdita del controllo, isteria, e pazzia), nutre però un grande affetto nei confronti della sua padroncina, la quale lo aiuta in ogni momento di difficoltà. Durante i periodi di guerra ha svolto il ruolo di medico nel plotone ove operava il colonnello De Luce. Assieme a Flavia, sospetta che la causa della morte di Mr. Porson non sia un banale incidente …

- Mrs. Mullet, cuoca della tenuta, vive col marito Alf (che in questo libro per la prima volta compare anche personalmente). Suole preparare pranzo e cena per il colonnello e le sue figlie, proponendo qualche volta piatti non proprio prelibati. Si reca ad assistere allo spettacolo di burattini assieme al suo fido marito.

- Signor Vicario, vicario della parrocchia di Bishop's Lacey, è un buontempone goffo ma allo stesso tempo pieno di iniziativa. È grazie a lui che lo spettacolo di Mr. Porson ha luogo a Bishop's Lacey. Grande amico di Flavia, è sposato con la signora Cinthia Richardson.

- Cinthia Richardson, compagna del signor vicario, particolarmente severa, è di grande aiuto nell'organizzazione dello spettacolo di burattini.

- Rupert Porson, il più grande burattinaio che gli anni ‘50 inglesi abbiano mai potuto ricordare. Autore di svariati show televisivi e pièce teatrali, giunge nel luglio del 1950 a Bishop's Lacey, dove a seguito di una catena di eventi è costretto a soggiornare. Ha una compagna di bordo di nome Nialla con la quale pernotta nella residenza degli Ingleby, conoscenti di vecchia data del vicario della città. Lo spettacolo che allestisce per gli abitanti di Bishop's Lacey è l'ultimo della sua vita, perché alla fine di esso è vittima di una morte atroce. Incidente o qualcosa di più? E se dovesse trattarsi di qualcosa di più per quale motivo qualcuno avrebbe dovuto volere la sua morte se era la prima volta che metteva piede a Bishop's Lacey? Come l'avrebbe ucciso? E soprattutto, come avrebbe fatto l'assassino ad agire se tutti i cittadini erano seduti nei loro rispettivi posti intenti a guardare lo spettacolo?

- Mrs. Nialla, splendida donna dai capelli rossi e gli occhi azzurri, accompagna il signor Porson nei suoi viaggi per l'Inghilterra. Negli spettacoli recita la parte della narratrice, nei panni di Mamma Oca. Durante l'esibizione a Bishop's Lacey si trova per tutta la sua durata sul palco, senza mai muoversi di lì. Flavia crede nasconda qualcosa.

- Mr. Dieter, Prigioniero di guerra tedesco, è l'aiutante dei signori Ingleby, proprietari della dimora in cui soggiornano Porson e la sua compagna Nialla. Si dice conosca particolarmente la collina e il bosco di Gibbet.

- Mr. Gordon Ingleby, coniuge della signora Ingleby, è il proprietario della dimora ove soggiornano Porson e la sua compagna Nialla. Conoscente di vecchia data del vicario, vive ai piedi della collina di Gibbet. Aveva un tempo un figlio …

- Mrs. Ingleby, consorte del signor Ingleby, la signora Ingleby si comporta in maniera alquanto strana a seguito della perdita del suo unico figlio. Fa spesso visita ad una colombaia nei pressi della sua fattoria ai piedi della collina di Gibbet.

- Robin Ingleby, unico figlio dei coniugi Ingleby, morto tragicamente cinque anni prima degli avvenimenti narrati, impiccato nella foresta di Gibbet.

- Pazza Meg, vive tra gli alberi della foresta di Gibbet. Senza una casa e senza neppure un soldo, girovaga inquietantemente per le nebbie del posto, divertendosi ad appendere ai rami tutto ciò che di luccicante riesce a trovare. Fu lei a ritrovare il corpo del piccolo Robin nella foresta. C'entra forse qualcosa con la morte del piccolo?

- Mr. Mutt Williams, ex-socio in affari del signor Porson recatosi a Bishop's Lacey per intimare a quest'ultimo di far ritorno a Londra per concludere alcuni affari col suo capo. Egli deve tornarsene a mani vuote. Per Flavia sarebbe uno dei maggiori sospettati, ma non è tipico suo dar molte cose per scontato.

- Ispettore Hewitt, capo ispettore del dipartimento di polizia di Bishop's Lacey, era presente allo spettacolo assieme alla moglie, la signorina Antigone Hewitt. È tra gli uomini che cercano di ristabilire l'ordine nel panico successivo alla scoperta del cadavere del signor Porson.

- Sergente Woolmer, collaboratore dell'ispettore Hewitt. Lo aiuta ad esaminare la scena del crimine la sera della morte di Porson. Non era presente allo spettacolo perché affaccendato in commissariato.

- Dottor Darby, il medico che sale sul palco per determinare la causa di morte del signor Porson. Assieme a lui, l'ispettore Hewitt e il sergente Woolmer.

- Tully Stoker, proprietario dell'unico ostello della città, "I Tredici Draghi" ove alcuni dei personaggi del racconto soggiornano. Ha una figlia, Mary Stoker. Era presente allo spettacolo.

- Mary Stoker, figlia del proprietario della taverna "I Tredici Draghi", è l'amante di Ned Cropper, il garzone del padre, sebbene lui prediliga la sorella di Flavia, Ophelia.

- Ned Cropper, il garzone di Tully Stoker, il proprietario della taverna “I Tredici Draghi”. Ha una relazione con la figlia di Tully, Mary e con la figlia del Colonnello De Luce, Ophelia.

- Mr. Maximillian, un basso signore amico di vecchia data di Flavia. Era presente allo spettacolo di burattini.

## Edizioni
- Alan Bradley, La morte non è cosa da ragazzine, traduzione di Stefania Bertola, collana Strade blu, Mondadori, 2011, ISBN 978-88-04-61084-7.